# Ђарола (Павија)
Ђарола је насеље у Италији у округу Павија, региону Ломбардија.
Према процени из 2011. у насељу је живело 45 становника. Насеље се налази на надморској висини од 638 м.